# 미나미왓카나이역
미나미왓카나이역(일본어: 南稚内駅)은 일본 홋카이도 왓카나이시에 위치한 홋카이도 여객철도 소야 본선의 철도역이다. 역 번호는 W79이며, 단선 · 섬식의 형태를 합친 복합 승강장 구조의 지상역이다.

## 역 구조
단식 홈・섬식 홈(단면 사용) 복합형 2면 2선을 가지는 교환역. 홈 사이 이동은 가로선 다리를 사용한다. 열차는 기본적으로 역사측 홈의 1번선에 들어가고, 섬식 홈 안쪽의 2번선은 회송열차를 포함한 열차 교차가 있을 때만 사용된다. 2010년 이후, 당역에서 종점인 왓카나이역 선로 종단까지 막대선화되었기 때문에], 롤링기, 출발 신호기, 장내 신호기를 설치하는 역으로서는 일본 최북단이 되었다. 왓카나이 쪽에 있는 먼 쪽 신호기는 왓카나이역이 봉선화되었을 때에 설치되었다. 또, 섬식 홈 외측의 3번선은 승강부가 무너져 보선 차량의 유치선이 되고 있다.
역장 배치의 사원 배치 역. 출찰·개찰 업무는 주간만이지만, 교환 작업 등이 있기 때문에 수송 담당 사원은 종일 배치되어 있다. 미도리의 창구와 지정석 발매기(신용카드 전용)[14]가 설치되어 있다. 또한 근거리 구간의 자동 발매기도 설치되어 있다.
| 번선 | 노선       | 목적지                            | 비고             |
| ---- | ---------- | --------------------------------- | ---------------- |
| 1    | ■소야 본선 | 나요로, 아사히카와, 왓카나이 방면 | 보통 여기를 사용 |
| 2    | ■소야 본선 | 나요로, 아사히카와, 왓카나이 방면 | 교차 시에만 사용 |

## 이용 현황
| 승차 인원 추이 | 승차 인원 추이 |
| 연도           | 1일 평균       |
| -------------- | -------------- |
| 2005           | 122            |
| 2006           | 120            |
| 2007           | 120            |
| 2008           | 124            |
| 2009           | 120            |
| 2010           | 120            |
| 2011           | 111            |

## 역 주변
- 국도 제40호선
- 국도 제238호선
- 소야 합동청사
  - 소야 종합 진흥국
  - 왓카나이 보건소
- 왓카나이 지방 합동청사
  - 왓카나이 개발 건설부
  - 왓카나이 세무서
  - 아사히카와 지방 검찰청 왓카나이 지부
- 홋카이도립 왓카나이 수산 시험장

## 역사
- 1922년 11월 1일 : 국철의 왓카나이역(초대)으로서 개업한다. 왓카나이 기관고가 설치되었다.
- 1924년 6월 25일 : 데시오키타 선(→ 데시오 선 → 소야 본선)의 가부토누마 역 - 왓카나이 역 간이 개업한다.
- 1928년 12월 26일 : 이 역 - 왓카나이코 역 (현재의 왓카나이 역)간의 연신 개업에 수반해, 도중역으로 한다.
- 1930년 4월 1일 : 노선 호칭이 변경되어, 하마톤베쓰 역 방면이 소야 본선으로부터 기타미 선(→ 덴포쿠 선)으로 한다. 미터법 시행 때에, 왓카나이코 역과의 영업거리는 1.5마일부터 1.2km로 정수한다.
- 1939년 2월 1일 : 미나미왓카나이역으로 개칭한다.
- 1950년 2월 1일 : 나요로 객화차구 왓카나이 지구가 설치되었다.
- 1952년 11월 6일 : 역사가 이전해, 왓카나이 시가지부터 소야 본선 · 기타미 선의 분기점 근처까지 약 1 km 이동한다. 이것에 수반해, 밧카이와의 거리는 12.7km에서 11.7km로, 고에토이와의 거리는 8.1km에서 7.1km로, 왓카나이와의 거리는 1.2km에서 2.7km로 변경되었다.
- 1953년 : 목조 모르타르 구조의 역사가 완성되었다.
- 1961년 4월 1일 : 노선 호칭이 변경되어, 기타미 선이 덴포쿠 선으로 한다.
- 1983년 4월 1일 : 화물 취급을 폐지한다.
- 1985년 3월 14일 : 하물 취급을 폐지한다.
- 1987년 4월 1일 : 일본국유철도 분할 민영화에 의해, 홋카이도 여객철도가 승계.
- 1989년 5월 1일 : 덴포쿠 선이 폐지되었다.
- 2004년 3월 13일 : 왓카나이 역의 관리하로 한다. 미나미왓카나이 역의 운전사를 소야 본선 영업소로 통합한다.
- 2005년 : 미나미왓카나이 역장이 폐지되어, 왓카나이 역장 관리로 한다.
- 2011년 3월 31일 : 키오스크를 폐쇄한다.

## 인접 역
| 소야 본선                | 소야 본선   | 소야 본선                  |
| ------------------------ | ----------- | -------------------------- |
| W77 유치 아사히카와 방면 | ■ 소야 본선 | 왓카나이 W80 왓카나이 방면 |